# Воронцов, Семён Романович
Граф (1797) Семён Рома́нович Воронцо́в (15 [26] июня 1744, Москва — 9 июня 1832, Лондон) — русский дипломат из рода Воронцовых, генерал от инфантерии (1796), посол Российской империи в Великобритании (1784–1806). Один из наиболее последовательных русских англоманов, на протяжении полувека живший в Лондоне. Младший брат княгини Екатерины Дашковой и канцлера Александра Воронцова. Автор обширной переписки с видными деятелями своего времени.

## Биография
Второй сын Романа Илларионовича Воронцова (1707—1783) от брака с купеческой дочерью Марфой Ивановной Сурминой (1718—1745). Ему не было и года, когда умерла его мать. Воспитывался вначале в селе Капцево у своего деда, затем в доме дяди, канцлера графа Михаила Илларионовича Воронцова, и 16-ти лет совершил путешествие по России и Сибири. Из камер-пажей граф Семён Романович Воронцов в 1762 году был пожалован в камер-юнкеры, но, по его желанию, тогда же был произведён в поручики Преображенского полка. 

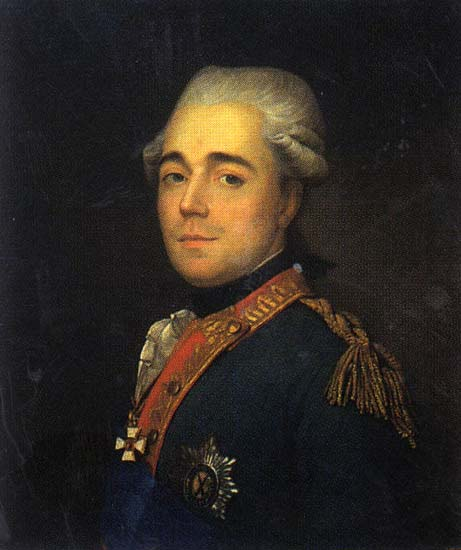
Воронцов в молодости (1774)

Переворот 1762 года привёл его в «невыразимую ярость». За верность Петру III, который был влюблён в его сестру Елизавету, он даже подвергся аресту. Служба в гвардии «опротивела» ему, и, по ходатайству дяди, он был назначен в 1764 году советником посольства в Вену, но скоро вышел в отставку.
Когда началась первая турецкая война, снова вступил на службу с производством в чин премьер-майора и был назначен командиром гренадерского батальона. В короткое время успел зарекомендовать себя отличным командиром. Отличился в битве при Ларге: наступая в авангарде армии, его батальон заставил отступить двухтысячный отряд турок. В сражении при Кагуле батальон Воронцова атаковал турецкие полевые укрепления и штурмом взял редут, где захватил 40 пушек; также гренадеры отбили два знамени Московского полка, захваченные турками незадолго до этого. В августе 1770 года стал командиром 1-го гренадерского полка. За первое сражения награждён орденом Святого Георгия 4-й степени, за второе — орденом Святого Георгия 3-й степени и произведён в полковники. Произведён в чин бригадира (03.08.1774), а при праздновании мира с турками в 1775 году — в чин генерал-майора. Но в конце войны из-за целой серии конфликтов со своим новым начальником Павлом Сергеевичем Потёмкиным испросил увольнение от службы. Уволен в 1776 году.
После увольнения в отставку уехал в Италию и несколько лет прожил в Пизе.
В 1782 году он был назначен полномочным министром в Венецию; в 1784 году в Лондон, где он пробыл до 1806 года. Когда возобновилась война между Россией и Турцией, в числе пособников последней оказалось английское правительство. Быстро освоившись с государственным устройством Англии, характерами её главнейших государственных деятелей и стремлениями английской нации, Воронцов с твёрдостью и достоинством достиг разоружения флота, снарядившегося в помощь Турции, и возобновил торговый трактат России с Великобританией (1793), по которому, если и предоставлялись некоторые льготы английским купцам в русских владениях, то исключительно благодаря заключённому незадолго перед тем оборонительному союзу России с Англией, ввиду событий Французской революции (январь 1793 года — осуждение и казнь Людовика XVI). Теперь Воронцову пришлось вести переговоры о поддержке изгнанных Бурбонов и их партии, мечтавшей произвести во Франции контрреволюцию, между тем как в возможность этого не верило ни английское правительство, ни сам Семён Романович.
Кроме дипломатических вопросов отвечал и за обучение российских морских офицеров в британском флоте и российских кораблестроителей на верфях Англии.

Вмешательство в эти дела временщика Платона Александровича Зубова, прямые, доходившие до резкости ответы посла не только в частных письмах, но и официальных бумагах — способствовали значительному охлаждению к нему императрицы. Воронцов расходился со своим правительством и по вопросам о вооружённом нейтралитете, который он находил невыгодным для России; о польских разделах, которые называл противными идее справедливости и возмущающими общественное мнение Западной Европы; о заселении британскими каторжниками Крыма, которое ему удалось отклонить; о замещении дипломатических должностей лицами иностранного происхождения, которых он называл «невеждами» и «проходимцами». 

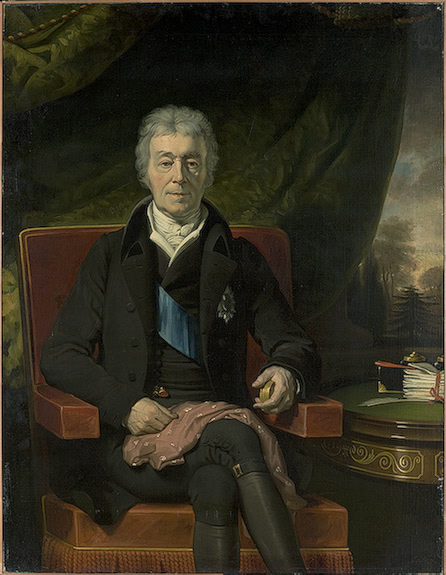
Семён Романович Воронцов в преклонном возрасте

С воцарением Павла Воронцов был повышен в звание чрезвычайного и полномочного посла в Лондоне, произведён 24 ноября 1796 года в чин генерала от инфантерии (хотя 22 года не был в армии), а ещё через год возведён в графское достоинство Российской империи и одарён населёнными имениями в Финляндии. Не изменили к нему милостивого отношения Павла I ни самовольная задержка в Англии эскадры Михаила Кондратьевича Макарова, ни отказ от предложенных ему званий вице-канцлера и канцлера. Только натянутые отношения к Англии и сближение с Францией привели Павла I к мысли о непригодности Семена Романовича в качестве посла в Англии; в 1800 году ему была дана отставка, с дозволением остаться в Лондоне.
В феврале следующего года имения Воронцова, «за недоплату казне денег лондонскими банкирами и за пребывание его в Англии», были объявлены конфискованными без всякого расследования и суда. В следующем же месяце императором Александром I распоряжение это было отменено и он вновь назначен послом в Лондоне.
Через 5 лет усложнившиеся политические события, слабость здоровья и семейные невзгоды, особенно смерть брата Александра, заставили Семёна Романовича просить отставки, которая и была ему дана в 1806 году. С этого времени он почти безвыездно прожил в Лондоне до своей кончины, последовавшей в 1832 году, не переставая время от времени, в письмах к друзьям и родным, высказывать свои мнения по поводу внешних и внутренних событий России. Кроме «Записок о русском войске» и многочисленных писем, имеющих большое историческое значение, Семёном Романовичем составлена автобиография (1796—1797) и «Записка о внутреннем управлении России» (1802).
В 1794-м году мыс в Тихом океане (залив Кука), открытый спутником Д. Ванкувера Д. Уидби, был назван (Д. Ванкувером) в честь С. Р. Воронцова.

## Семья
В августе 1780 года граф Воронцов женился по взаимной склонности на дочери знаменитого адмирала А. Н. Сенявина и любимой фрейлины императрицы на Екатерине Алексеевне Сенявиной (1761—1784). Но вскоре молодая жена Воронцова умерла от чахотки, оставив ему двух малолетних детей.
- Михаил Семёнович (1782—1856) — крупный военачальник и государственный деятель, фельдмаршал, участник наполеоновских войн, строитель дворца в Алупке.
- Екатерина Семёновна (1783—1856) — супруга Джорджа Герберта, 11-го графа Пембрука, хозяйка Уилтон-хауса, мать британского политика и министра Сидни Герберта.

Имел от англичанки Мэри Беклбек (ум. 1791) незаконнорождённого сына:
- Джордж Бизли (1790—1875), граф Воронцов поддерживал его материально, по его завещанию он получил ежегодную пенсию в 600 фунтов. Джордж получал эти деньги вплоть до смерти брата Михаила в 1856 году, за исключением периода, когда попытался переменить фамилию. Осенью 1832 года Джордж известил Михаила Семеновича, что желает обратиться к королю за разрешением поменять фамилию и стать Джорджем Воронцовым. Лишь в мае 1833 года он получил ответное письмо Михаила Семеновича, в котором Бизли извещался, что после консультации с сестрой и изучения документов, написанных рукою графа Воронцова, «было бы совершенно неправильно для меня подписать тот документ и тем самым придать гласности связь, которую наш покойный отец по моральным и религиозным соображениям решительным образом хотел держать в секрете». В 1835 году Екатерина Пембрук в ответ на решение Джорджа опубликовать в газетах своё намерение принять фамилию Воронцов через своих банкиров приказала прервать выплату пенсии. Некоторое время Джордж ещё немного сопротивлялся, но получив отказ короля на изменение фамилии и оставшись без денежных средств, летом 1837 года сдался[13].

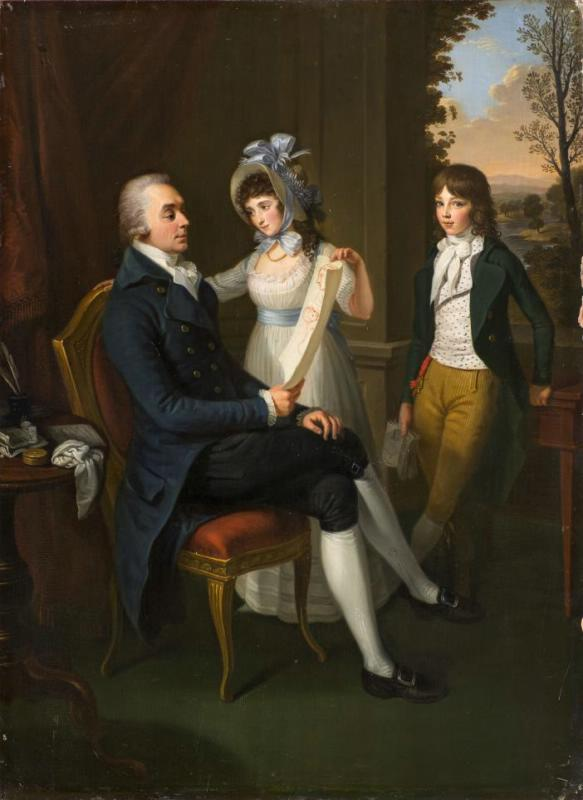
Воронцов с детьми
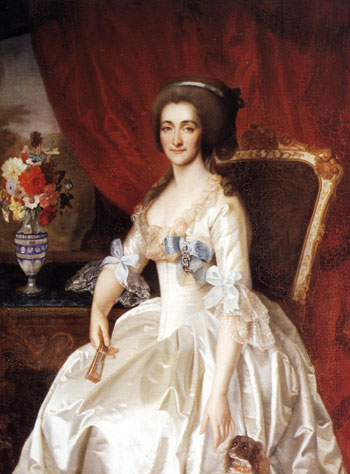
Екатерина Алексеевна, жена
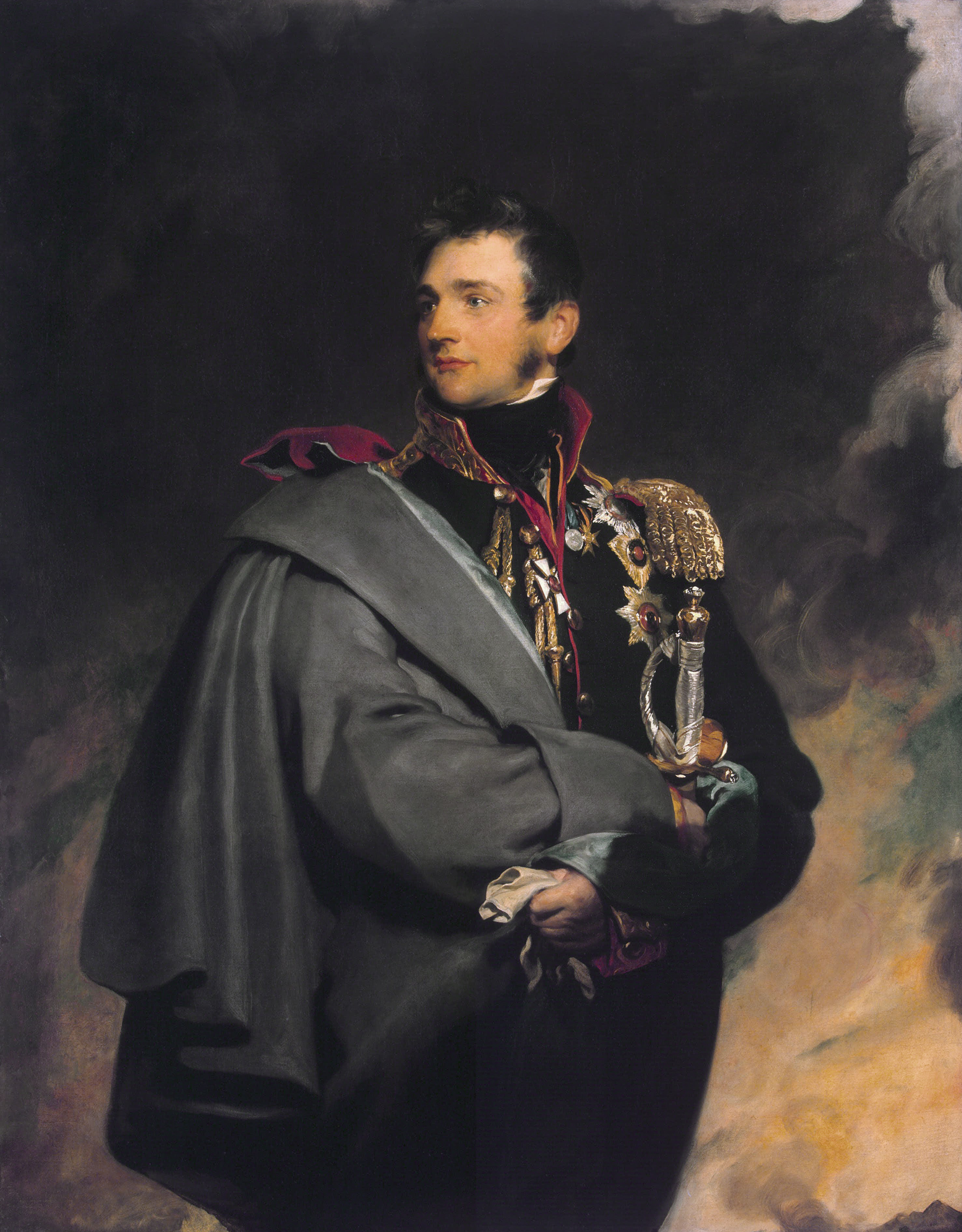
Михаил
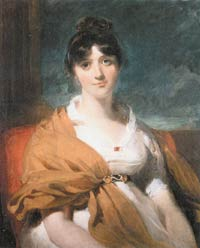
Екатерина

## Награды
- Орден Святого апостола Андрея Первозванного (1797)[14]
- Орден Святого Георгия 3-го класса (№ 17, 27 августа 1770)[15]
- Орден Святого Георгия 4-го класса (№ 12, 27 июля 1770)[15]
- Орден Святого Владимира 1-й степени (1791)
- Орден Святого Александра Невского (22 сентября 1786)
- Орден Святой Анны 1-й степени (5 апреля 1797)